# Ernst Sigismund
Ernst Georg Karl Sigismund (* 20. Mai 1873 in Leipzig; † 8. Februar 1953 in Dresden) war ein deutscher Lehrer und Kunsthistoriker.

## Leben
Sigismund war der Sohn des Musiklehrers Ernst Wilhelm Sigismund und dessen Frau Adelhaid geb. Gelbe. Er besuchte von 1884 bis 1892 das Dresdener Kreuzgymnasium und absolvierte dann ein Theologiestudium, das er mit dem Examen als Cand. rev. min. et paed. (Candidatus reverendi Ministerii et Paedagogii) abschloss. Er unterrichtete ab 1896 als Vikar am Landständischen evangelischen Seminar in Bautzen. Im Folgejahr wechselte er als Hilfslehrer nach Löbau an das dortige Lehrerseminar, bevor er 1899 eine Stelle als ständiger Lehrer am Lehrerseminar in Dresden-Friedrichstadt antrat. 1903 wurde er dort zum Oberlehrer ernannt. Von 1911 bis zu dessen Schließung 1928 unterrichtete er am Lehrerseminar in Oschatz und war dort anschließend als Oberstudienrat an der nun Deutsche Oberschule genannten Einrichtung tätig. 1934 ließ er sich auf Ansuchen in den vorzeitigen dauernden Ruhestand versetzen. Danach lehrte er als Professor an der Dresdener Kunstakademie.
Er publizierte zahlreiche Studien zu Kunst und Künstlern aus Sachsen, insbesondere verfasste er eine Vielzahl von Artikeln für das Allgemeine Lexikon der Bildenden Künstler von der Antike bis zur Gegenwart. Er war Mitglied des Sächsischen Kunstvereins.
Sigismund war seit dem 4. August 1926 verheiratet mit Anna Charlotte, geb. Lee (1886–1972). Er liegt auf dem Trinitatisfriedhof in Dresden begraben.

## Veröffentlichungen (Auswahl)
- Ferdinand von Rayski. Ein biographischer Versuch. (= Mitteilungen des Vereins für Geschichte Dresdens 20). Dresden 1907.
- Die Entstehung des Oschatzer Seminars. Aktenmäßige Darstellung, der Anstalt zur Fünfzigjahrfeier gewidmet. Göthel, Oschatz 1921.
- Ferdinand von Rayski (1806–1890). (= Dresdner Künstler-Monographien 2). B. Hartung, Leipzig 1922.
- Zur Geschichte der Malerei in Oschatz. Göthel, Oschatz 1924.
- Die „Bilderchronik“ des Sächsischen Kunstvereins 1828–1836. In: 100 Jahre Sächsischer Kunstverein. Dresden 1928, S. 173 ff.
- Das Oschatzer Heimatmuseum. Göthel, Oschatz 1932.
- Christoph August Kirsch, ein vergessener Maler des 18. Jahrhunderts. Jeß, Dresden 1939.
- Caspar David Friedrich. Eine Umrisszeichnung. Jeß, Dresden 1943.